# Lars Truedson
Lars Åke Truedson, född 1963, är en svensk journalist och VD för produktionsbolaget Tredje Statsmakten Media som bland annat gör radioprogrammet Medierna i Sveriges Radio.  Han var 2014 till 2022 föreståndare för Institutet för mediestudier. De är de två mest kända mediagranskarna i Sverige.
Mellan 1987 och 2007 arbetade Truedson som reporter med fokus på internationella människorättsfrågor och nya medier. Han gjorde även flera uppdrag för Kaliber i Sveriges Radio P1.
Truedson var 2007, tillsammans med Petter Ljunggren och Martin Wicklin, en av grundarna av Medierna i Sveriges Radio. Han var programmets producent till och med år 2016.